# The Valley of Decision
The Valley of Decision (bra: O Vale da Decisão; prt: O Vale do Destino) é um filme norte-americano de 1945, do gênero drama, dirigido por Tay Garnett  e estrelado por Greer Garson e Gregory Peck.

## Notas de produção

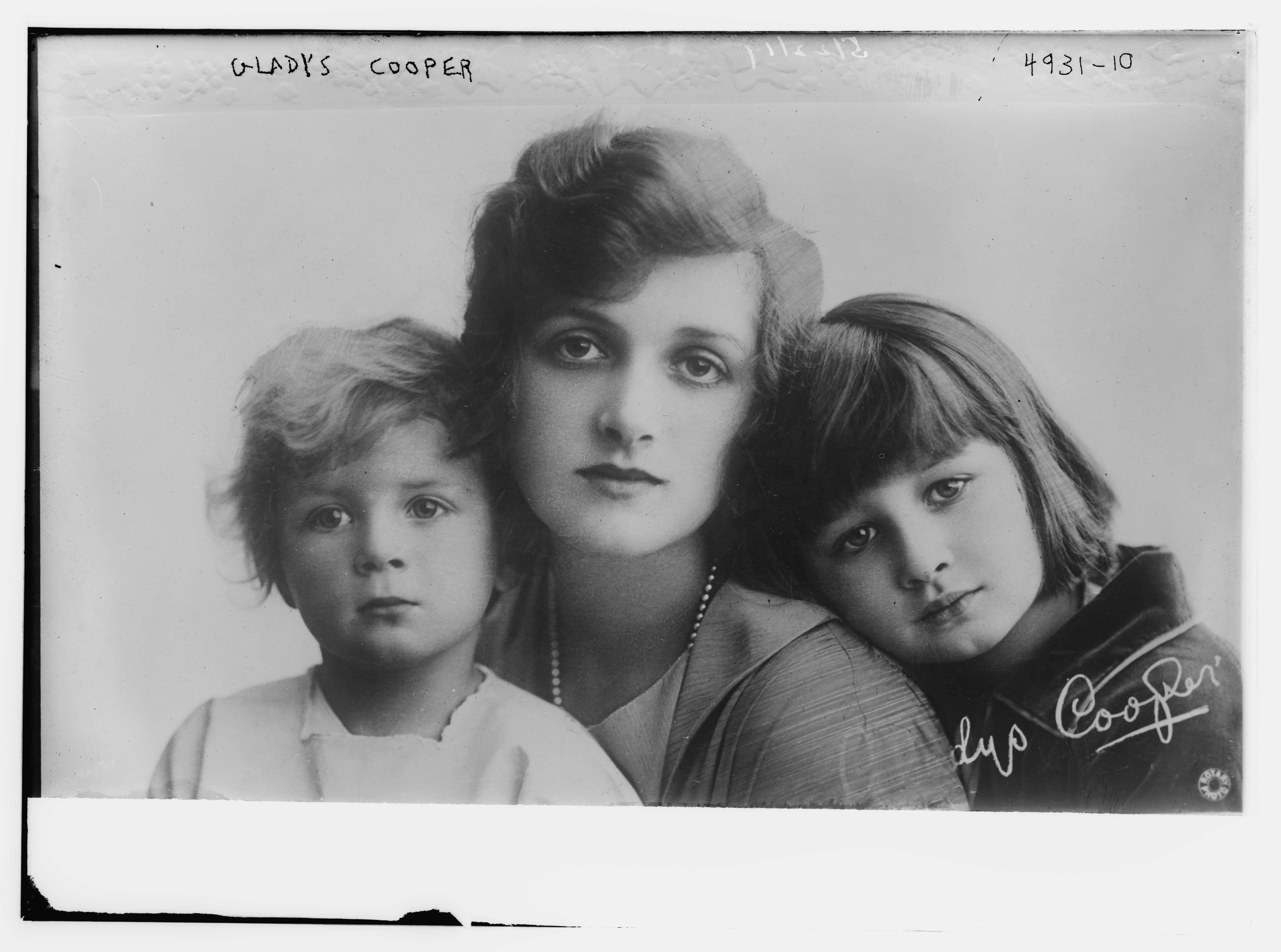
Nascida em Londres, famosa pela delicada beleza, Gladys Cooper foi a grande pin-up da Primeira Guerra Mundial. Após conquistar os palcos londrinos e fazer alguns filmes mudos, sua carreira tomou impulso em Hollywood a partir da década de 1940. Atriz característica, interpretou principalmente exemplos da dignidade britânica. Recebeu três indicações ao Oscar. Faleceu em 1971, vítima de pneumonia, aos 82 anos de idade